# シエラネバダ山脈 (アメリカ合衆国)
シエラネバダ山脈（シエラネバダさんみゃく、Sierra Nevada 英語: [siˈɛrə nᵻˈvɑːdə, nᵻˈvædə], スペイン語: [ˈsjera neˈβaða]、スペイン語で「雪の山脈」の意）は、アメリカ合衆国カリフォルニア州東部を縦貫する山脈である。「Sierra」はスペイン語で「山地」を意味することから、シエラ・ネバダあるいはネバダ山脈とも表記される。
「ハイシエラ（High Sierra/High Sierras）」とも呼ばれる。

## 地理
シエラネバダは北部のフレドニア峠から南部のテハチャピ峠まで約650 kmにもおよんでいる。同山脈はカリフォルニア州のセントラルバレーによって西部と、またグレートベースンによって東部と接している。最高峰はホイットニー山であり、標高は4,418 m。新期造山帯の一つで、シエラネバダ東側のロッキー山脈とともに北米大陸東部の環太平洋造山帯に属する。

## 西部開拓
ロッキー山脈よりも高いこの山脈は、アメリカの西海岸進出への大きな妨げとなっていた。そのため、ドナー隊のような悲劇も起きることとなった。
西部開拓時代にもその固い岩盤は大きな障害となり、最初の大陸横断鉄道を建設したセントラル・パシフィック鉄道は開発されたばかりで危険なニトログリセリンを発破に使用し、多くの犠牲者を出した。

## 湖

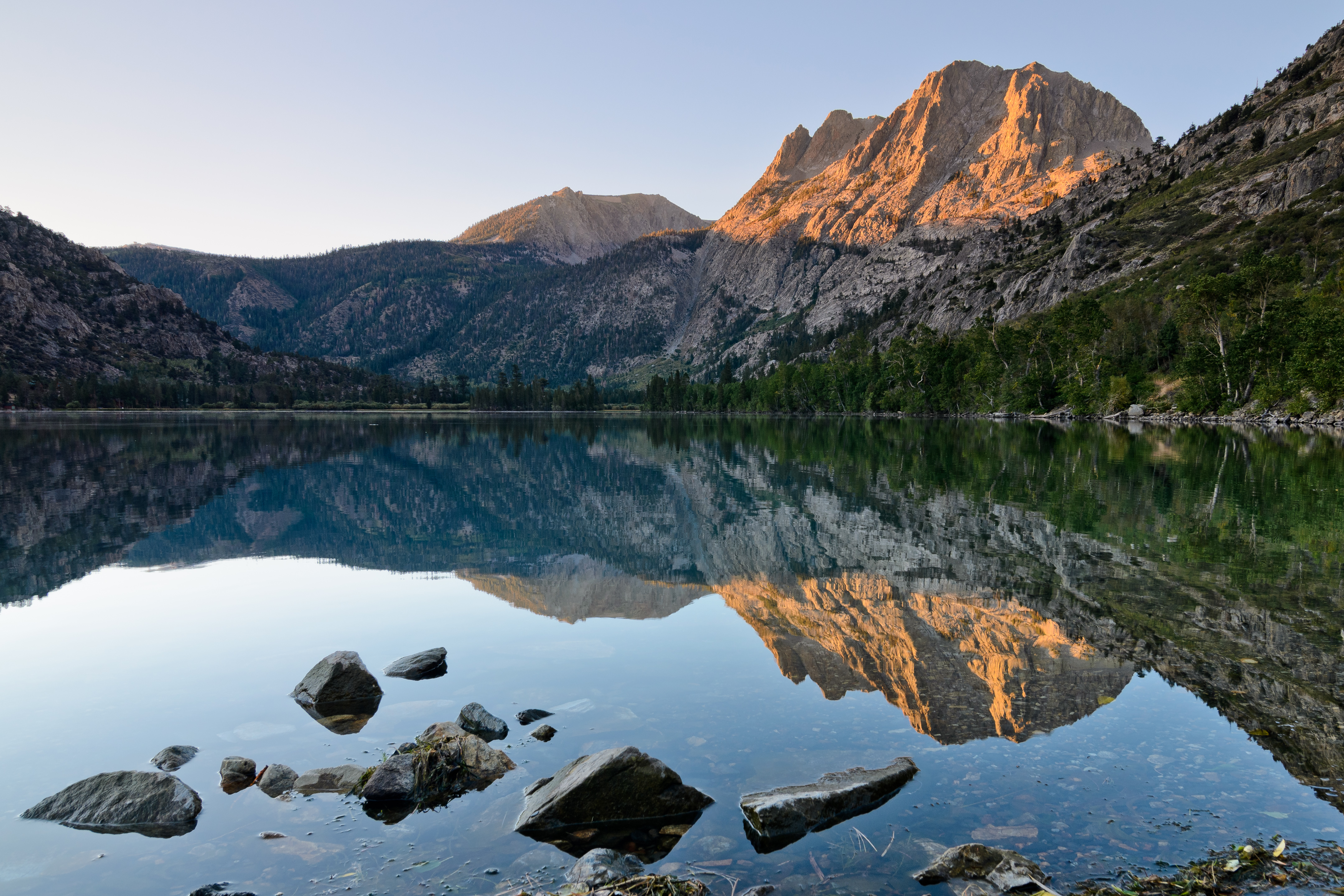
シルバー湖

山中にはいくつかの湖がある。
- タホ湖
- ライツ湖
- フランシス湖

## 風景
ヨセミテ国立公園など景観のすばらしさで有名。名称はスペインにある景観のよく似た同名の山脈に由来する。

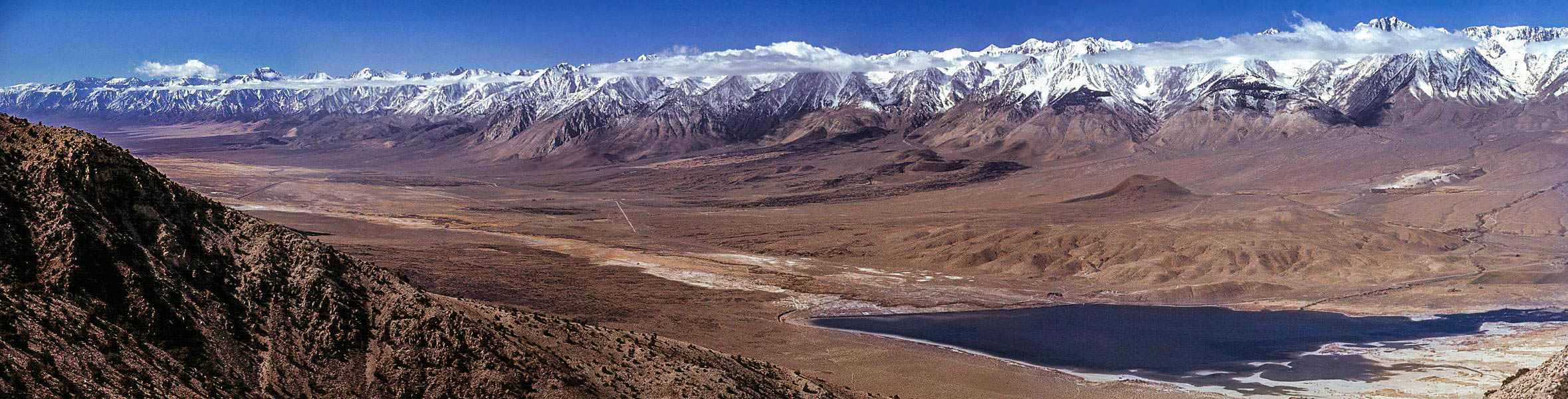
Owens Valley and the Sierra Escarpment